# Microsoft Works
Microsoft Works este un software de productivitate care oferă instrumentele esențiale un procesor de text, calcul tabelar, baze de date, calendar, unelte E-mail/Internet și altele.
Microsoft a anunțat recent că va elimina definitiv Microsoft Works astfel încât să poată fi înlocuită cu o versiune permanentă "Starter" de Microsoft Office 2010. de o versiune completă a Word și Excel Microsoft Office 2010 Starter vine într-un moment când mulți utilizatori ocazionali și profesioniști au făcut deja trecerea la programe bazate pe Google Docs.

## Ediția sponsorizată
Microsoft a început să ofere o versiune sprijinită numită Works 9.0 SE în care SE înseamnă Sponsored Edition (Ediția sponsorizată). Microsoft a introdus acest program în 5 țări: Statele Unite, Franța, Canada, Polonia și Regatul Unit.

## Versiuni

### Works pentru MS-DOS
- Microsoft Works 1.05
- Microsoft Works 2.0 e 2.0a
- Microsoft Works 3.0, 3.0a e 3.0b

### Works pentru Mac OS
- Microsoft Works 1.0
- Microsoft Works 2.0
- Microsoft Works 3.0
- Microsoft Works 4.0

### Works pentru Microsoft Windows
- Microsoft Works 2.0 (Windows 3.x)
- Microsoft Works 3.0 (Windows 3.x)
- Microsoft Works 4.0, 4.0a, 4.5 e 4.5a (Windows 95)
- Microsoft Works 2000 (v.5) (Microsoft Works Suite 2000)
- Microsoft Works 6.0 (Microsoft Works Suite 2001 și 2002)
- Microsoft Works 7.0 (Microsoft Works Suite 2003 și 2004)
- Microsoft Works 8.0 (Microsoft Works Suite 2005)
- Microsoft Works 8.5 upgrade gratuit pentru versiunea 8.0 (Microsoft Works Suite 2006)
- Microsoft Works 9.0 upgrade gratuit pentru versiunea 8.5